# Phreatia loriae
Phreatia loriae är en orkidéart som beskrevs av Rudolf Schlechter. Phreatia loriae ingår i släktet Phreatia och familjen orkidéer. Inga underarter finns listade i Catalogue of Life.